# Bernard Lewis
Bernard Lewis (Stoke Newington, Londres, 31 de maig de 1916 - 19 de maig de 2018) fou un historiador i orientalista britànic, amb doble nacionalitat israeliana i estatunidenca.

## Biografia
La seva família era jueva i de classe mitjana. Des dels dotze anys va sentir un viu interès per les llengües semítiques i la història; va començar a estudiar hebreu i història del poble israelià. Va aprendre més tard arameu i àrab, i després llatí, grec, persa i turc, fins a arribar a dominar una dotzena d'idiomes. Va estudiar i va ensenyar a l'Escola d'Estudis Orientals i Africans de Londres, va ser conseller dels serveis secrets britànics durant la Segona Guerra Mundial i consultor del Consell de Seguretat Nacional dels Estats Units i conseller de Benjamin Netanhayu quan va ser ambaixador d'Israel a l'ONU (1984-1988), el 1974 es va traslladar a la Universitat de Princeton, a Nova Jersey, de la qual és professor emèrit d'Estudis sobre el Pròxim Orient.
El seu camp d'estudi ha estat la història de l'islam i de l'Imperi Otomà, així com les relacions entre l'islam i Occident. Els seus llibres han aconseguit una àmplia difusió i és sovint considerat com un dels principals experts occidentals sobre l'Orient Mitjà, posició des de la qual ha actuat com a assessor per a diverses institucions, com l'administració de George W. Bush. Va ser el primer occidental a qui se li va permetre accedir als arxius otomans a Istanbul el 1950. Va sostenir una polèmica teoria sobre el genocidi armeni, el qual, per a ell, va ser més aviat una guerra civil entre dos pobles que habitaven un mateix país, Turquia. A The Emergence of Modern Turkey, 2. ª ed. (1968 en anglès), Bernard Lewis va escriure:
Per als turcs, aquesta amenaça secessionista armènia apareixia com la més indubtable de totes. Podien encara, malgrat tot, abandonar les seves conquestes sèrbies, búlgares, albaneses i gregues per apropar a les seves pròpies fronteres les de l'imperi. Però els armenis, que s'estenien a través de Turquia fins a Àsia i des de la frontera del Caucas a la costa mediterrània, estaven implantats al centre de la pàtria turca i renunciar a aquestes regions hauria significat, més que la secessió, la dissolució de l'estat turc. Al llarg dels segles els pobles turc i armeni, inextricablement barrejats, vivien en bon veïnatge, i vet aquí que es va donar entre ells una lluita desesperada entre dues nacions per la possessió d'una sola pàtria que va acabar en les terribles matances de 1915, en les quals van morir un milió i mig d'armenis, segons algunes estimacions, i un nombre desconegut de turcs.
D'altra banda es va enfrontar al palestí Edward Said per qüestions de fons sobre l'orientalisme. En un article titulat «La qüestió de l'Orientalisme» ( The New York Review of Books, 24 de juny de 1982), Bernard Lewis va respondre als atacs que era terme per part dels orientalistes, i en particular als que li va dirigir Edward Said. Lewis estima que la demostracions d'Edward Said no eren convincents, i li va retreure el següent:
- Crear artificialment un grup, els orientalistes, que sostenia en essència la mateixa tesi, que Bernard Lewis jutja absurda.
- Ignora els treballs dels orientalistes del món germànic per focalitzar-se sobre els britànics i francesos, i oblidar entre aquests últims bon nombre d'autors majors, com ara Claude Cahen.
- Preferir, sovint, els «escrits menors o ocasionals» a les «contribucions majors a la ciència».
- Integrar en la seva anàlisi autors que no són veraderos orientalistes, com Gérard de Nerval.
- Cometre una sèrie de desfiguracions de la veritat i errors de fet, especialment quan Edward Said acusa Sylvestre de Sacy d'haver robat documents i de traduccions deshonestes («Aquesta monstruosa difamació d'un gran savi s'ha fet sense un gram de veritat»), o quan escriu que els armenis musulmans van conquerir Turquia abans que Àfrica del Nord («és a dir, que el segle onzè va arribar abans que el setè»).
- Fer interpretacions absurdes de passatges escrits per orientalistes, especialment del mateix Bernard Lewis.
- Utilitzar dos criteris i dos rasers: "Els especialistes soviètics, en particular quan tracten regions islàmiques i altres regions no europees de la Unió Soviètica, es refereixen sovint-molt més que els britànics i francesos asl que condemna -a la literatura tendenciosa i denigrant que Edward Said detesta tant en els altres, però Said mai esmenta les tesis discutibles dels autors russos ".

Com a coneixedor de la filosofia i els principis islàmics ha afirmat que "en l'Islam abunden normes que governen l'inici, el desenvolupament i la fi de les hostilitats i que tracten qüestions tan específiques com el comportament amb els presoners i amb les poblacions conquistades, el càstig als espies, la utilització dels béns de l'enemic i l'adquisició i distribució del botí. Tot i que les disposicions mostren una clara preocupació pels valors i normes morals, és difícil conciliar amb una interpretació moral i espiritual de la gihad com a tal ".
El 2006 va rebre la National Humanities Medal.

## Obres representatives
- Islam: The Religion and the People, coautor amb Buntzie Ellis Churchill, Upper Saddle River, 2009
- Political Words and Ideas in Islam, Princeton 2008
- The Assassins, Folio Society edition, London, 2005
- From Babel to Dragomans: Interpreting the Middle East, New York, 2004
- The Crisis of Islam: Holy War and Unholy Terror, New York, 2003
- What Went Wrong? Western Impact and Middle Eastern Response, New York, 2002
- The Emergence of Modern Turkey, 3rd edition, New York, 2001
- Land of Enchanters: Egyptian Short Stories from the Earliest Times to the Present Day, edició revisada, amb Stanley Burstein, Princeton, 2001
- Music of a Distant Drum: Classical Arabic, Persian, Turkish & Hebrew Poems, Princeton, 2001
- A Middle East Mosaic: Fragments of Life, Letters and History, New York, 2000
- The Multiple Identities of the Middle East, London, 1998
- The Middle East: A Brief History of the Last 2,000 Years, New York, 1995
- Cultures in Conflict, New York, 1994
- The Shaping of the Modern Middle East, New York, 1994
- The Arabs in History, 6a edició, New York, 1993
- Islam and the West, New York, 1993
- Islam in History, 2a edició, Chicago, 1993
- Race and Slavery in the Middle East: An Historical Enquiry, New York, 1990
- The Political Language of Islam, Chicago, 1988.
- The Muslim Discovery of Europe, New York, 1982.
- The Origins of Ismailism, reimpressió, New York, 1975.